# Ischia
Ischia – miejscowość i gmina we Włoszech, w regionie Kampania, w prowincji Neapol. Wyspa ma pochodzenie wulkaniczne. Znajduje się na niej wulkaniczny kompleks o tej samej nazwie, ostatnia erupcja w 1302 r.
Wyspa na Morzu Tyrreńskim znana w starożytności jako Pithecusai. Grecy z Chalkis założyli tam około 770 roku p.n.e. pierwszą kolonię na zachodzie, którą zamieszkiwali tak Hellenowie, jak feniccy kupcy. W 1953 podczas przeprowadzanych na wyspie badań archeologicznych znaleziono Puchar Nestora, na którym wydrapano jeden z najstarszych napisów w alfabecie greckim.

## Miasta partnerskie
- Los Angeles, Stany Zjednoczone
- Mar del Plata, Argentyna
- San Pedro, Stany Zjednoczone